# Conus straitus
Conus straitus é uma espécie de gastrópode do gênero Conus, pertencente a família Conidae.